# Rickard Rättrådig
Rickard Rättrådig (orig. The Dudley Do-Right Show) är en amerikansk animerad TV-serie, ursprungligen producerad åren 1969–1970, och som introducerades i Sverige i mitten av 1970-talet, då det blev ett stående inslag i Vår fantastiska värld.
Arne Weise, som var programledare för Vår fantastiska värld, gjorde samtliga svenska röster.
Rickard Rättrådig är även namnet på seriens huvudperson, en kanadensisk ridande polis. Rickards ärkefiende och seriens ständige skurk är Snikne Ville (Snidely Whiplash), vars kanske mest utmärkande drag är hans felaktiga uttal. Äventyrens eviga hjältinna är lilla Nell.
1999 kom spelfilmen Dudley Do-Right med Brendan Fraser, baserad på den tecknade TV-serien.